# Phoxinus oxyrhynchus
Phoxinus oxyrhynchus és una espècie de peix cipriniforme de la família dels ciprínids que es troba a Corea.